# 闽粤悬钩子
闽粤悬钩子（学名：Rubus dunnii）是蔷薇科悬钩子属的植物，是中国的特有植物。分布在中国大陆的福建、广东等地，常生于生山坡路旁或攀援石上，目前尚未由人工引种栽培。

## 异名
- Rubus dunnii Metcalf var. glabrescens Yu et Lu